# Blood Brothers (альбом Blind Channel)
Blood Brothers — другий альбом фінського рок-гурту Blind Channel, який вийшов 20 квітня 2018 року. Запис розпочався після завершення більшості концертів, присвячених підтримці дебютного альбому Revolutions, і вже в грудні 2017 року Blind Channel повідомили, що завершили запис другого студійного альбому, продюсером якого виступив Йонас Олссон (Amorphis, Poisonblack, Robin), який також працював над попереднім альбомом гурту. В рецензіях Musicalypse та Kaaozine альбом отримав один з найвищих рейтингів за 2018 рік.
До трек-листу альбому ввійшла пісня «Scream», присвячена Честеру Беннінгтону, вокалісту Linkin Park, який наклав на себе руки в липні 2017 року. Гурт пояснив цей вчинок тим, що гурт Linkin Park є для них засновником власного жанру. Також Ніко Моіланен та Йоель Хокка представили відеозапис з кавер-версією «Numb» — одного з головних хітів Linkin Park. Офіційно цю кавер-версію група не випускала, і до альбому вона не увійшла, попри те, що Хокка і Моіланен висловили думку, що вшанували пам'ять Честера Беннінгтона недостатньо. В підтримку альбому група організувала тур Фінляндією й дала декілька концертів за кордоном.
Пісня «Elephant In The Room» є колаборацією зі Spaz Caroon — молодший брат соліста Ніко Моіланена.

## Сингли
Під час запису альбому Blind Channel представили два нових сингла: «Alone Against All» 7 квітня 2017 року і «Sharks Love Blood» 29 вересня того ж року. Обидва сингли супроводили відеокліпами, які зняв у Фінляндії режисером Вілле Юуріккала.
Вже в рік виходу альбому Blind Channel опублікували третій сингл «Wolfpack», реліз якого відбувся 19 січня. Попередньо саме так мав називатися другий альбом, але під час запису музиканти вирішили, що назва «Blood Brothers» підійде для платівки краще.
Останнім синглом, незадовго до виходу альбому, став «Out of Town», що вийшов 29 березня 2018 року. Не дивлячись на те, що спочатку на цю пісню було представлено відеокліп, пізніше група зняла його з ротації.

## Список композицій
| #   | Назва                                      | Тривалість |
| --- | ------------------------------------------ | ---------- |
| 1.  | «Trigger»                                  | 3:00       |
| 2.  | «Elephant In The Room (feat. Spaz Caroon)» | 3:29       |
| 3.  | «Out Of Town»                              | 3:12       |
| 4.  | «My Heart Is A Hurricane»                  | 3:14       |
| 5.  | «Giants»                                   | 3:18       |
| 6.  | «Like A Brother»                           | 3:30       |
| 7.  | «Alone Against All»                        | 3:25       |
| 8.  | «Scream»                                   | 3:19       |
| 9.  | «I.D.F.U.»                                 | 2:41       |
| 10. | «Sharks Love Blood»                        | 3:29       |
| 11. | «Wolfpack»                                 | 3:17       |

## Учасники запису
- Ніко Моіланен — вокал, Реп
- Йоель Хокка — вокал, гітара
- Йоонас Порко — гітара, бек-вокал
- Оллі Матела — бас-гітара
- Томмі Лаллі — ударні
- Spaz Caroon — вокал в пісні «Elephant In The Room»